# ホーカン・ハーデンベルガー
ホーカン・ヘルデンベルゲル（Håkan Hardenberger, 1961年 - ）はスウェーデンのトランペット奏者。マルメ出身。

## 経歴
8歳の時に父親から誕生日プレゼントとしてトランペットを贈られたのを機に、地元のボー・ニルソンについてトランペットの学習を開始。15歳でフンメルのトランペット協奏曲でデビューする。その後パリ国立音楽院に入学し、ピエール・ティボーに師事。さらにロサンジェルスでトマス・スティーヴンスらからも師事を受ける。
パリ、ロンドン、ジュネーヴ、ミュンヘンなどの国際音楽コンクールを制覇し、早くから「地上で最高のトランペット奏者」（タイムズ紙）や「モーリス・アンドレ以来の大器」との呼び声が高い。
バロック音楽や古典派音楽のレパートリーによってヴィルトゥオーゾとしての名声を速やかに確立するとともに、現代音楽の作曲家（ハリソン・バートウィッスル、ハンス・ウェルナー・ヘンツェ、ロルフ・マーティンソン、マーク＝アンソニー・タネジ、ハインツ・カール・グルーバー、アルヴォ・ペルトら）に多くの新作を依嘱してきた。
ソリストとして世界各地で演奏活動に取り組んでおり、1989年、1998年、2025年に来日した。